# مهر سلیمان
مهر سلیمان، خاتم سلیمان، یا نقش انگشتر حلقه سلیمان انگشتر پادشاه سلیمان فرمانروای اورشلیم و یکی از پیامبران بوده است. در طول زمان با ستاره داود جایگزین شده است.
اسم اعظم الهی بر آن نقش بود و قدرت سلطنت و سلطهٔ سلیمان بر انس و جن و حرف زدن با حیوانات به خاطر قدرتی بود که خداوند به او عطا کرده بود نه انگشترش

## آخر الزمان
در آخر الزمان در اسلام مهدی موعود - دابۃ الارض-عصای موسی و حلقه سلیمان را در دست دارد و پیشانی بی ایمانان را مهر میکند.

یک نسخه از شکل حلقه در کتاب جادو